# 鵜住居駅
鵜住居駅（うのすまいえき）は、岩手県釜石市鵜住居町にある、三陸鉄道リアス線の駅である。
駅愛称は、釜石市立釜石東中学校の生徒が考案した「トライステーション」。JR東日本が管理していた当時はエスペラントによる「Plaĝo（プラージョ：砂浜）」という愛称が付いていた。

## 歴史
2011年3月11日の東北地方太平洋沖地震（東日本大震災）に伴う津波で大きな被害を受け休止していたが、2019年3月23日に三陸鉄道の駅として営業再開した。 

### 年表
- 1939年（昭和14年）9月17日：鉄道省山田線の駅として開設[1]。
- 1965年（昭和40年）3月20日：貨物取扱廃止[3]。
- 1985年（昭和60年）3月14日：鵜住居駅長廃止、大槌駅長管理下となる。荷物扱い廃止[3]、無人駅化[4]。駅員は大槌駅員派遣により継続。
- 1987年（昭和62年）4月1日：国鉄分割民営化により、東日本旅客鉄道（JR東日本）の駅となる[1]。
- 2005年（平成17年）4月1日：大槌駅業務委託駅化に伴い、駅員派遣廃止、終日無人駅化。釜石駅長管理下となる。
- 2011年（平成23年）3月11日：東北地方太平洋沖地震で発生した津波により流失[5][6]。
- 2018年（平成30年）8月21日：駅舎再建。復旧工事後の試運転開始、7年振りに当駅へ車両が入線。
- 2019年（平成31年）3月23日：当駅を含む宮古駅 - 釜石駅間復旧。同時に三陸鉄道へ転換、同社リアス線の駅となる。

## 駅構造
島式ホーム1面2線を有する列車交換可能な地上駅。
復旧工事に当たりホームや駅舎は全て新築され、ホームへの連絡方法は被災前は地下道であったものが踏切に改められた。

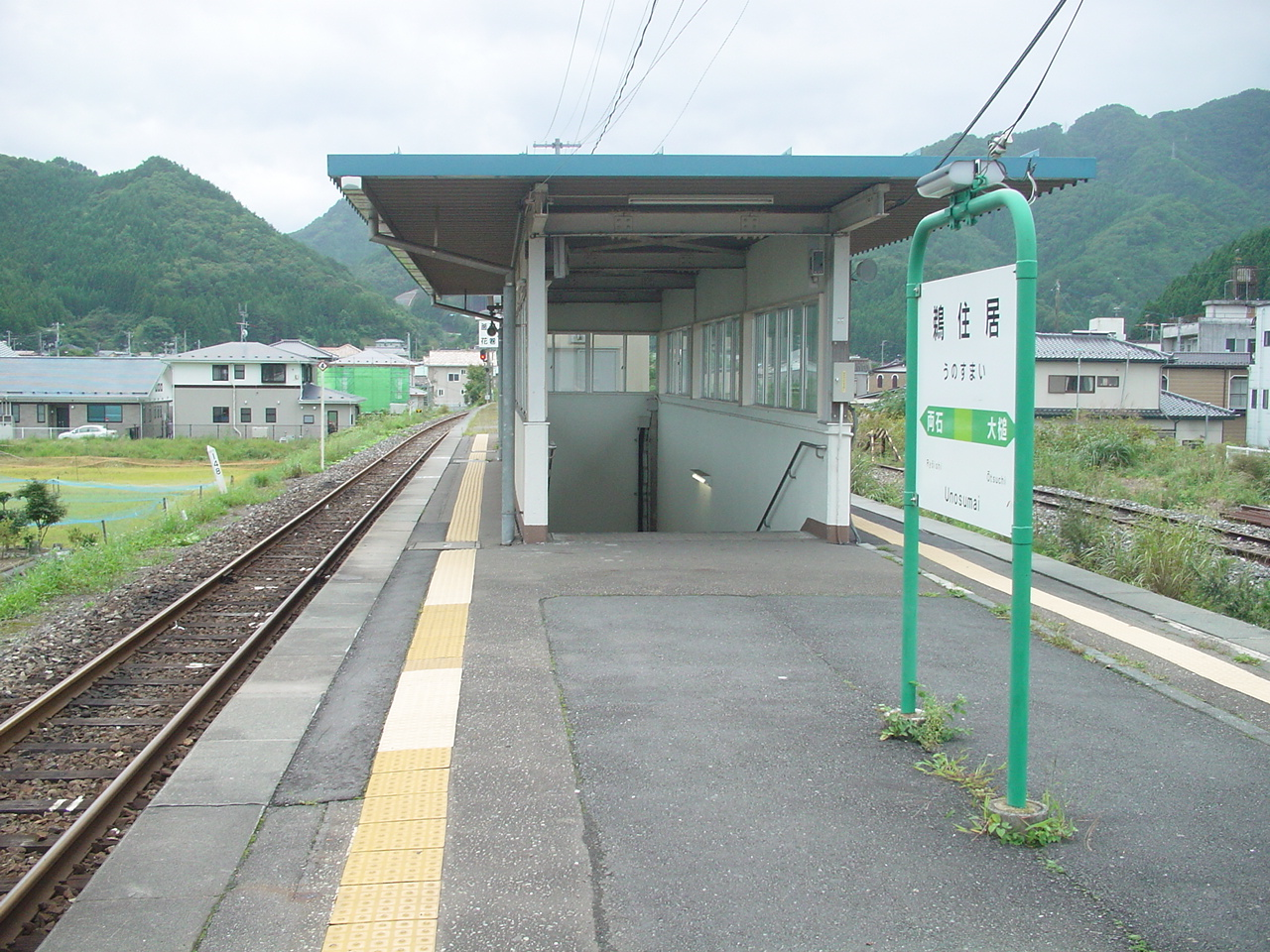
JR時代のホーム（2007年9月）
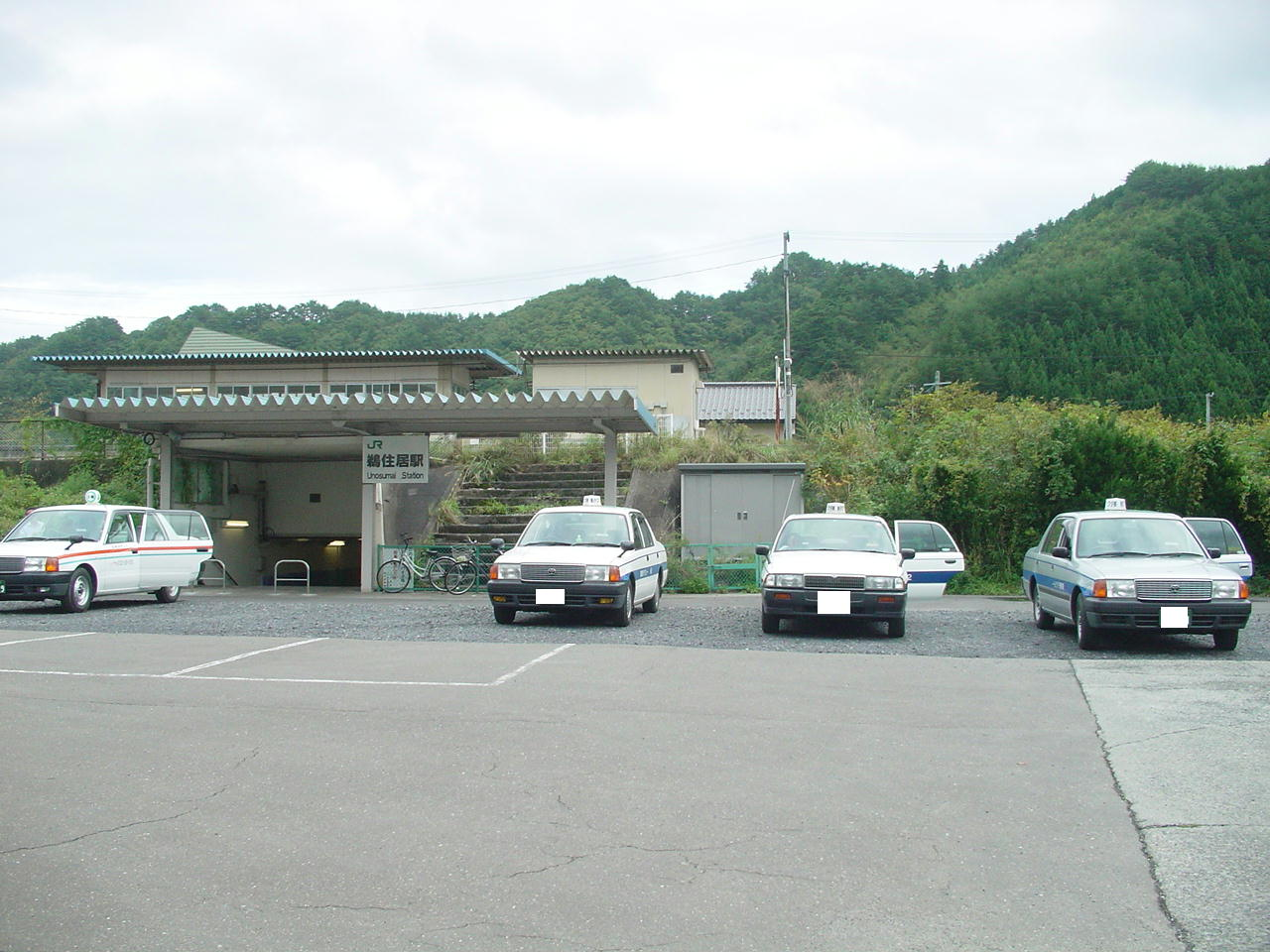
駅舎（2007年9月）
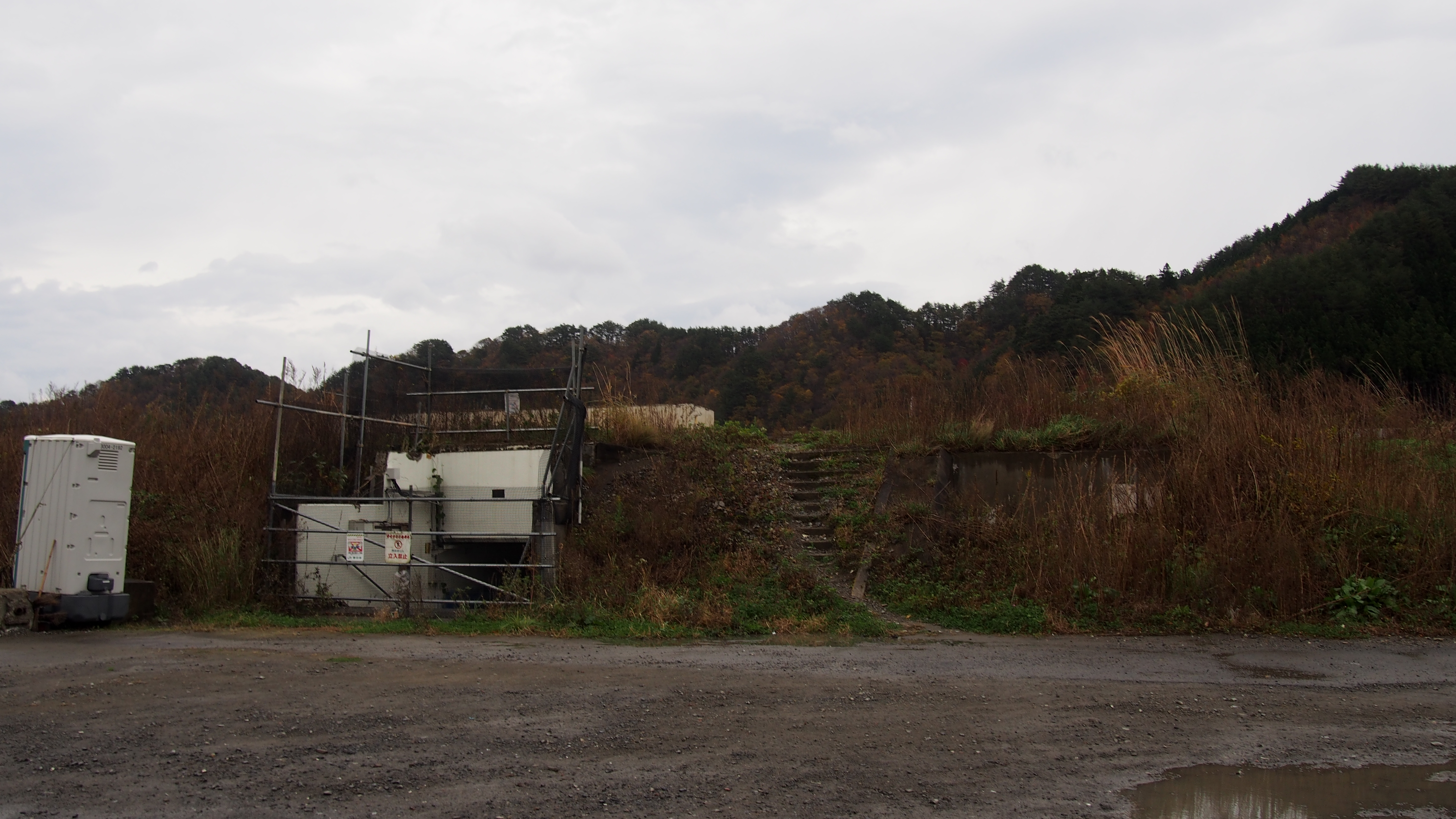
東日本大震災で被災した駅（2013年11月）

## 利用状況
「釜石市統計書」によると、2021年度（令和3年度）の1日平均乗車人員は15人である。
2000年度（平成12年度）以降の推移は以下の通り。なお、2000年度（平成12年度） - 2003年度（平成15年度）の統計はJR時代のものである。また、2004年度（平成16年度） - 2018年度（平成30年度）の統計は非公表。
| 乗車人員推移       | 乗車人員推移     | 乗車人員推移 |
| 年度               | 1日平均 乗車人員 | 出典         |
| ------------------ | ---------------- | ------------ |
| 2000年（平成12年） | 275              | [ JR 1 ]     |
| 2001年（平成13年） | 281              | [ JR 2 ]     |
| 2002年（平成14年） | 271              | [ JR 3 ]     |
| 2003年（平成15年） | 229              | [ JR 4 ]     |
| 2019年（令和元年） | 35               | [ 三陸 2 ]   |
| 2020年（令和02年） | 19               | [ 三陸 1 ]   |
| 2021年（令和03年） | 15               | [ 三陸 1 ]   |

## 駅周辺
観光・交流施設および震災伝承・防災学習施設を集約した公共施設「うのすまい・トモス」が駅前に整備されている。
- うのすまい・トモス
  - いのちをつなぐ未来館
  - 鵜の郷交流館
  - 釜石祈りのパーク（釜石市鵜住居地区防災センター跡地）
- 釜石市立鵜住居小学校
- 釜石市立釜石東中学校
- 釜石市民体育館
- 釜石鵜住居復興スタジアム
- 岩手県道35号釜石遠野線
- 岩手県道146号鵜住居停車場線
- 国道45号
- 鵜住神社
- 新川原簡易郵便局
- 根浜海岸

## 隣の駅
三陸鉄道
■リアス線
両石駅 - 鵜住居駅 - 大槌駅

### 記事本文
1. 1 2 3  朝日新聞出版分冊百科編集部 編『週刊 歴史でめぐる鉄道全路線 国鉄・JR』 21号 釜石線・山田線・岩泉線・北上線・八戸線、曽根悟（監修）、朝日新聞出版〈週刊朝日百科〉、2009年12月6日、18-19頁。
2. ↑  深澤友紀 (2019年8月26日). “ラグビー精神が釜石の震災復興を支えた！　「日本一の芝」と絶賛のスタジアムに詰められたある思い”. AERA dot..  朝日新聞出版. p. 3. 2025年1月19日閲覧。
3. 1 2  石野哲 編『停車場変遷大事典 国鉄・JR編 II』（初版）JTB、1998年10月1日、500頁。ISBN 978-4-533-02980-6。
4. ↑  “通報 ●福知山線石生駅ほか147駅の駅員無配置について（旅客局）”. 鉄道公報号外 (日本国有鉄道総裁室文書課):  pp. 15-16. (1985年3月12日)
5. ↑  津波を受けた7線区の点検状況（2011年3月30日現在）、東日本旅客鉄道、2011年4月2日閲覧
6. ↑  【東日本大震災】JR東日本、太平洋沿岸の23駅流失、SankeiBiz 2011年4月1日（2011年4月7日閲覧）

### 利用状況

#### JR東日本
1. ↑  “各駅の乗車人員（2000年度）”.   東日本旅客鉄道. 2018年3月8日閲覧。
2. ↑  “各駅の乗車人員（2001年度）”.   東日本旅客鉄道. 2018年3月8日閲覧。
3. ↑  “各駅の乗車人員（2002年度）”.   東日本旅客鉄道. 2018年3月8日閲覧。
4. ↑  “各駅の乗車人員（2003年度）”.   東日本旅客鉄道. 2018年3月8日閲覧。

#### 三陸鉄道
1. 1 2  “Ⅹ　運輸” (PDF). 釜石市統計書（令和3年版）.   釜石市. p. 79 (2023年4月3日). 2023年4月29日閲覧。
2. ↑  “Ⅹ　運輸” (PDF). 釜石市統計書（令和元年版）.   釜石市. p. 79 (2021年4月9日). 2021年5月3日閲覧。